# トラブルボックス/恋とスパイと大作戦
『トラブルボックス/恋とスパイと大作戦』（Don't Drink the Water）は、ウディ・アレン監督・脚本・出演による1994年のアメリカ合衆国のテレビ映画である。1966年に初演されたアレン脚本の舞台劇を原作としており、ハワード・モリス監督による1969年の『水は危険・ハイジャック珍道中』以来2度目の映画化である。アレンが脚本・出演するテレビ映画は、1971年に撮影されたが未放送に終わった『Men of Crisis: The Harvey Wallinger Story』以来2作目である。

## キャスト
| 役名                   | 俳優                       | 日本語吹替   |
| ---------------------- | -------------------------- | ------------ |
| アクセル・マッギー     | マイケル・J・フォックス    | 真殿光昭     |
| ウォルター・ホランダー | ウディ・アレン             | 田原アルノ   |
| マリオン・ホランダー   | ジュリー・カブナー         | 磯辺万沙子   |
| スーザン・ホランダー   | メイム・ビアリク           | 斎藤恵理     |
| マッギー               | ジョセフ・ソマー           | 中博史       |
| バーンズ               | ロバート・スタントン       | くわはら利晃 |
| キルロイ               | エドワード・ハーマン       | 青山穣       |
| ミス・プリチャード     | ローズマリー・マーフィ     | 鈴木紀子     |
| クロジャック           | ビト・ホレイス             | 中田和宏     |
| ドロブニー神父         | ドム・デルイーズ           | 辻親八       |
| オスカー               | オースティン・ペンドルトン | 長島雄一     |
| キャズナー             | フレデリック・ロルフ       | 遠藤純一     |
| ナレーター             | エド・ハーリー             | 稲葉実       |